# Леукаст-Фок
Леукаст-Фок (англ. Locust Fork) — місто (англ. town) в США, в окрузі Блаунт штату Алабама. Населення — 1192 особи (2020).

## Історія
Під час подорожі на південь зі своїми військами, генерал Ендрю Джексон зупинилися на розвилці річки в 1813 році. Він вирізав своє ім'я на дереві акації (англ. locust), назвавши цю територію «Локуст-Форк».
У 1817 році сім'я Генбі родом з Вірджинії оселилася в цьому місці. Вони побудували триповерховий дерев'яний будинок, що використовувався як готель.
Локуст-Форк був зареєстрований 18 січня 1977.

## Географія
Леукаст-Фок розташований за координатами 33°52′36″ пн. ш. 86°38′49″ зх. д. / 33.87667° пн. ш. 86.64694° зх. д. (33.876740, -86.647052).  За даними Бюро перепису населення США в 2010 році місто мало площу 10,00 км², з яких 9,96 км² — суходіл та 0,04 км² — водойми.

## Демографія
Згідно з переписом 2010 року, у місті мешкало 1186 осіб у 435 домогосподарствах у складі 342 родин. Густота населення становила 119 осіб/км².  Було 469 помешкань (47/км²).
Расовий склад населення:
| - 97,0 % — білих - 0,8 % — корінних американців - 0,6 % — чорних або афроамериканців - 1,0 % — осіб інших рас |

До двох чи більше рас належало 0,6 %. Частка іспаномовних становила 2,4 % від усіх жителів.
За віковим діапазоном населення розподілялося таким чином: 24,6 % — особи молодші 18 років, 60,6 % — особи у віці 18—64 років, 14,8 % — особи у віці 65 років та старші. Медіана віку мешканця становила 40,3 року. На 100 осіб жіночої статі у місті припадало 99,7 чоловіків;  на 100 жінок у віці від 18 років та старших — 99,6 чоловіків також старших 18 років.
Середній дохід на одне домашнє господарство  становив 59 670 доларів США (медіана — 57 143), а середній дохід на одну сім'ю — 62 378 доларів (медіана — 59 911). Медіана доходів становила 45 625 доларів для чоловіків та 36 058 доларів для жінок. За межею бідності перебувало 14,2 % осіб, у тому числі 24,1 % дітей у віці до 18 років та 7,2 % осіб у віці 65 років та старших.
Цивільне працевлаштоване населення становило 580 осіб. Основні галузі зайнятості: роздрібна торгівля — 15,7 %, освіта, охорона здоров'я та соціальна допомога — 15,2 %, транспорт — 12,8 %.